# Neue Helden
Neue Helden ist das fünfzehnte Album der deutschen Rockband Puhdys. Es ist das letzte Album der Band, das vor der politischen Wende in der DDR erschien.
Das Album wurde 1988 produziert und am 15. Februar 1989 veröffentlicht. Es wurde gleichzeitig vom DDR-Plattenlabel Amiga und dem Münchner Plattenlabel Koch veröffentlicht. Auf dem Cover der westdeutschen Ausgabe sind zwei gemeinsam mit Klötzen spielende Babys abgebildet; sie tragen Unterwäsche, die mit den Landesflaggen der USA bzw. der Sowjetunion bedruckt sind. Im Hintergrund stehen Männer in grauen Anzügen. Das Cover der Amiga-Ausgabe weicht davon deutlich ab. Es ist oben blau und unten grün, mit weichen Übergängen, und den Schriftzügen „Puhdys 15“ und „Amiga“. 

## Musik
Neue Helden ist ein aufwändig produziertes und arrangiertes Album mit üppigen Orchesterarrangements. Der Rundfunkchor Berlin wirkte an dem Album mit. Alle Texte wurden von Kurt Demmler geschrieben, der für diese Produktion das Pseudonym Kowarski verwendete.
Inhaltlich geht es bei diesem Album überwiegend um den Wunsch nach Freiheit, politischem Wandel, Gerechtigkeit und Frieden. Besonders deutlich wird dies bei den Titeln Frei wie der Wind, Neue Helden sowie Kleiner Planet. In den Titeln Lichtermeer und Leben ist kurz sind nachdenkliche Töne zu hören, in denen die Endlichkeit des Lebens thematisiert wird. Bei dem rockigen Titel Der Stier geht es um den Tierschutz. 
Mit dem Titel Kleiner Planet erreichten die Puhdys Platz 4 der Jahreshitparade der DDR. Mit demselben Lied gewannen sie den
„Silbernen Bong“, ein durch Zuschauerstimmen vergebener Preis der Musiksendung Bong im DDR-Fernsehen.

## Versionen
Neben den Schallplattenveröffentlichungen 1989 in der DDR und der Bundesrepublik Deutschland erschien eine CD-Ausgabe 1999 bei Hansa Amiga. Die CD enthält zusätzlich das Lied Die Boote der Jugend. 

## Titelliste
1. Auf der Fahrt – 3:41
2. Kleiner Planet – 4:52
3. Neue Helden – 4:42
4. Frei wie der Wind – 4:09
5. Wüsten-Psalm – 4:55
6. Wir sind allein – 4:37
7. Lichtermeer – 4:24
8. Leben ist zu kurz – 4:05
9. Der Stier – 3:50
10. Herbstwind – 3:16
11. Die Boote der Jugend – 2:50 (Bonustrack auf der CD)